# Unterseen

Von Emil Cardinaux gestaltete Mono-Karte, Motiv «Unterseen» (1911)

Unterseen ist eine politische Gemeinde im Verwaltungskreis Interlaken-Oberhasli des Kantons Bern in der Schweiz.

## Geographie
Unterseen an der Aare liegt wie Interlaken und Matten auf der Bödeli genannten Schwemmebene zwischen Thunersee und Brienzersee. Von Unterseen aus bietet sich eine freie Sicht auf die Berner Oberländer Berge Eiger, Mönch und Jungfrau.

## Geschichte
Am 13. Juli 1279 erteilte König Rudolf I. von Habsburg dem Freiherrn Berchtold III. von Eschenbach-Oberhofen die Erlaubnis, zwischen (mittelhochdeutsch: unter) den beiden Seen eine Feste zu bauen. Die neue Befestigung erhielt dabei auch das Stadtrecht.
Aufgrund der strategisch wichtigen Lage (die Weissenau, später das Neuhaus sowie Unterseen selbst waren Umschlagplätze im Alptransit) sowie der komplizierten Herrschaftsverhältnisse gab es immer wieder Auseinandersetzungen. Die drei lokalen Hauptakteure waren dabei neben Unterseen das 1130 gestiftete Kloster Interlaken und die Herrschaft Unspunnen mit Sitz in der Burg Unspunnen. Zentrale externe Akteure wiederum waren zuerst die Habsburger, sprich Schillers «Österreicher», später die Bernburger, sprich die Eidgenossen. In den Auseinandersetzungen ging es mal um Fischfang, mal um Durchgangsrechte; mal waren Kirchensatz und Zehnten umstritten, mal die Heerfolge.
1470 brannte Unterseen zum zweiten Male nieder, Bern befahl daraufhin den Wiederaufbau mit einem Stadthaus in der Mitte.
Während der Reformation setzte sich Unterseen an die Seite von Bern, das seinen Einflussbereich seit der Gründung 1191 stetig ausweitete und vom Papst erst nach jahrzehntelangen Diskussionen und Auseinandersetzungen abfiel. Im Zuge der Reformation wurde Bern Obrigkeit im Herrschaftsbereich des Klosters Interlaken. Die «Gotteshausleute», die dem Kloster Untertan waren, begrüssten teils die neue Obrigkeit, teils lehnten sie sie ab – besonders als sie merkten, dass auch Bern Tribut forderte. In der Folge kam es 1528 zum «Inderlappischen Krieg», bei dem auf der einen Seite Altgläubige mit Freischaren vorab aus dem Haslital und Unterwalden standen, auf der anderen Seite bernische Truppen, dazwischen Unterseen. Am 29. Oktober wurde das Städtchen von den Altgläubigen besetzt, doch als reformierte Truppen oben am Thunersee landeten und die Besatzer die fehlende Kampfmoral der lokalen Bevölkerung erkannten, zogen sich die Altgläubigen in der Nacht auf den 30. Oktober aus Unterseen und dem Bödeli zurück. Für seine Unterstützung Berns wurde Unterseen in der Folge belohnt: Die Alp Sefinen kam aus dem Herrschaftsbereich des Klosters in denjenigen Unterseens – und ist bis heute dort geblieben.
Nach der Helvetik war Unterseen ein Zentrum des Widerstandes gegen die wiederhergestellte Berner Feudalherrschaft. Das Unspunnenfest 1805 und 1808 sollte gemäss den Stiftern eine Versöhnung zwischen Stadt und Land herstellen. Der Versuch misslang, und die Regierung verbot fortan solche Volksfeste. Im Jahre 1815 kam es zu den Interlakner Wirren, in denen Bürger von Unterseen eine wichtige Rolle spielten.
Im aufkommenden Tourismus ab 1750 spielte Unterseen eine wichtige Rolle, noch vor Interlaken, die es erst um die Mitte des 19. Jahrhunderts einbüsste.

## Verkehr
Ab 1914 war Unterseen an die Strassenbahn Steffisburg–Thun–Interlaken der heutigen Verkehrsbetriebe STI angebunden, die Verbindung wurde wegen mangelnder Nachfrage 1939/40 zwischen Beatenbucht und Interlaken auf Autobusbetrieb umgestellt, heute verkehrt auf dem Abschnitt die Linie 21 der STI.
Die Schiffländte Neuhaus (Unterseen) (See) wird von der BLS Schifffahrt bedient.

## Kultur
Im Stadthaus befindet sich im Dachgeschoss die Galerie Kunstsammlung Unterseen. Sie wird vom Verein Kunstsammlung Unterseen (KSU) seit 1986 betrieben und war seither Ausstellungsort für zahlreiche Maler, Grafiker und Plastiker aus Unterseen oder der Umgebung. Auch Bendicht Friedli oder Künstlervereinigungen wie die Gilde Schweizer Bergmaler stellten dort aus.

## Bevölkerung
| Bevölkerungsentwicklung | Bevölkerungsentwicklung | Bevölkerungsentwicklung | Bevölkerungsentwicklung | Bevölkerungsentwicklung | Bevölkerungsentwicklung | Bevölkerungsentwicklung | Bevölkerungsentwicklung | Bevölkerungsentwicklung | Bevölkerungsentwicklung | Bevölkerungsentwicklung | Bevölkerungsentwicklung | Bevölkerungsentwicklung | Bevölkerungsentwicklung |
| ----------------------- | ----------------------- | ----------------------- | ----------------------- | ----------------------- | ----------------------- | ----------------------- | ----------------------- | ----------------------- | ----------------------- | ----------------------- | ----------------------- | ----------------------- | ----------------------- |
| Jahr                    | 1764                    | 1850                    | 1880                    | 1900                    | 1930                    | 1950                    | 1980                    | 1990                    | 2000                    | 2010                    | 2015                    | 2019                    | 2023                    |
| Einwohner               |                         | 1'361                   | 1'995                   | 2'607                   | 3'119                   | 3'448                   | 4'568                   | 4'890                   | 5'201                   | 5'492                   | 5'690                   | 5'852                   | 5'738                   |

## Persönlichkeiten
- Werner Frey (1912–1989), Architekt
- Bendicht Friedli (1930–2014), Wirkungsort des Malers und Zeichners
- Adrian Frutiger (1928–2015), Schriftgestalter
- Mike Goetz (* 1956), Jazzmusiker, Arrangeur, Komponist und Produzent
- Elisabetha Grossmann (1795–1858), Schifferin am Brienzersee
- Bernhard Hoetger (* 1874, † 1949), deutscher Bildhauer, gestorben in Unterseen
- August Huggler (1877–1944), Gewerkschaftsfunktionär und Politiker
- Cyrill Hunziker (* 1992), Freestyle-Skier
- Jonas Hunziker (* 1994), Freestyle-Skier
- Franziska Kaufmann (* 1987), Curlerin
- Benjamin Kernen (* 1972), Schauspieler
- Micha Schäfer (* 1987), Koch
- Hans Schaffner (1908–2004), Bundesrat
- Thomas Straubhaar (* 1957), Ökonom

## Sehenswürdigkeiten
Siehe auch: Liste der Aarebrücken in Interlaken und Unterseen

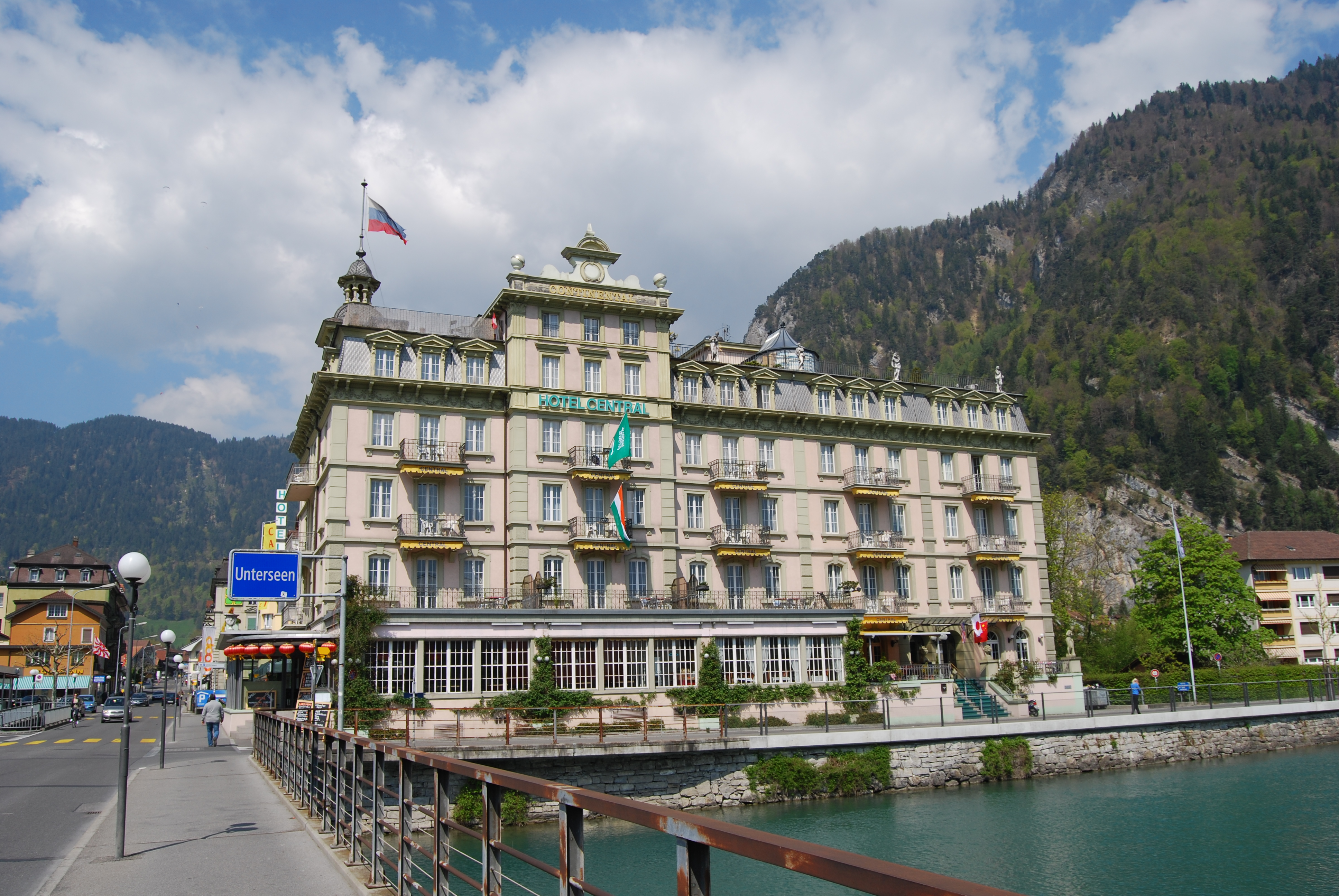
Hotel Central
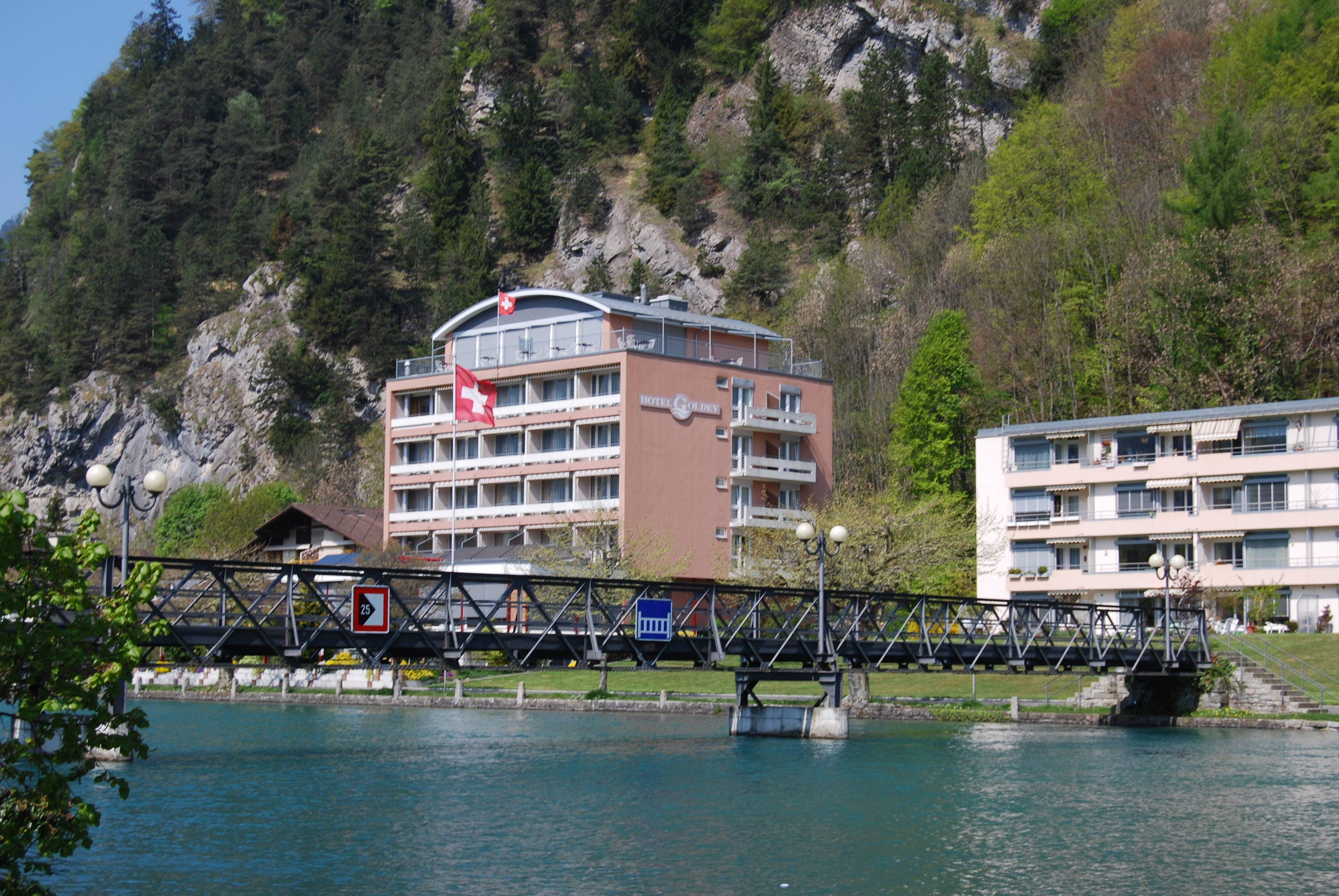
Fussgängerbrücke über die Aare
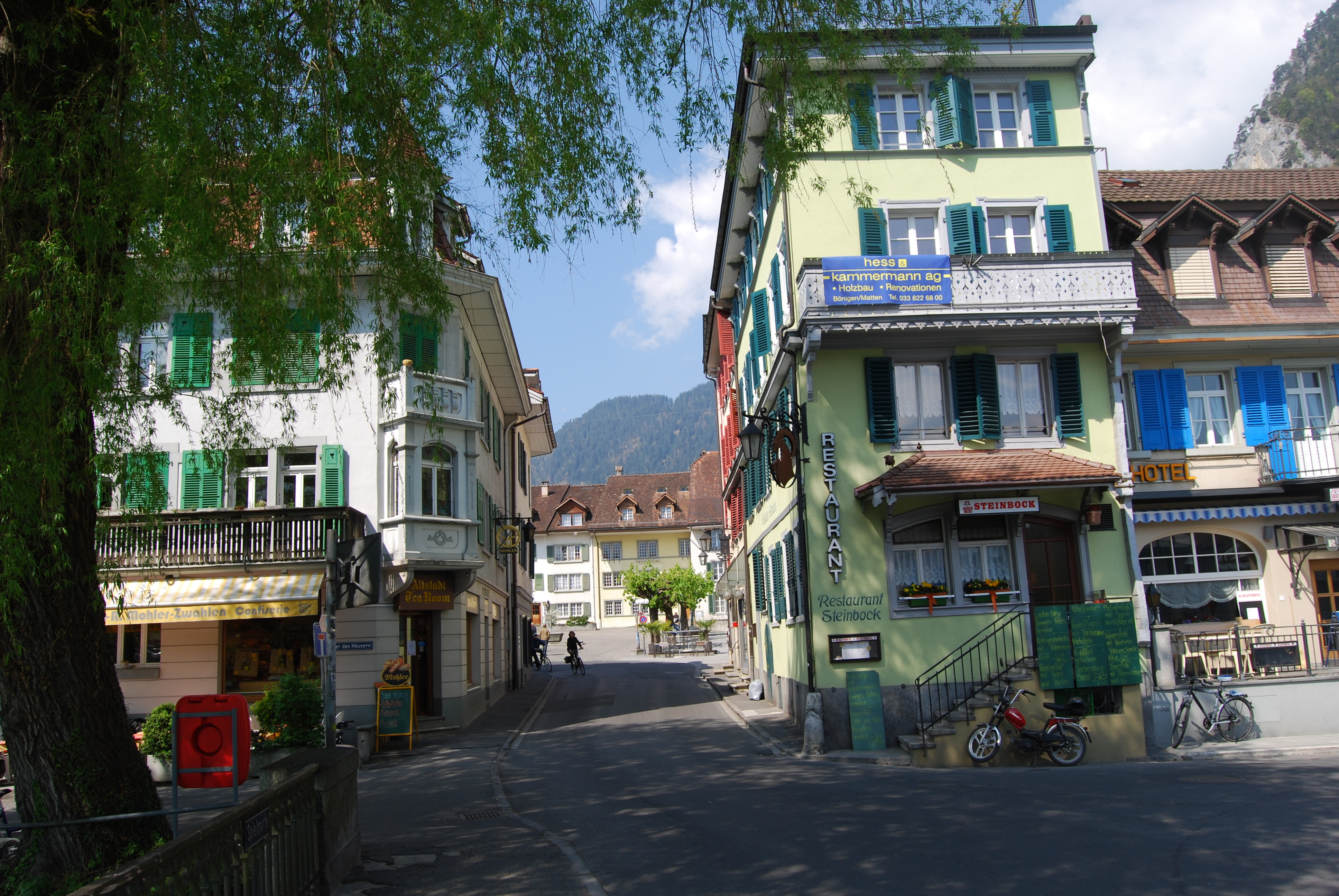
Blick in die Altstadt
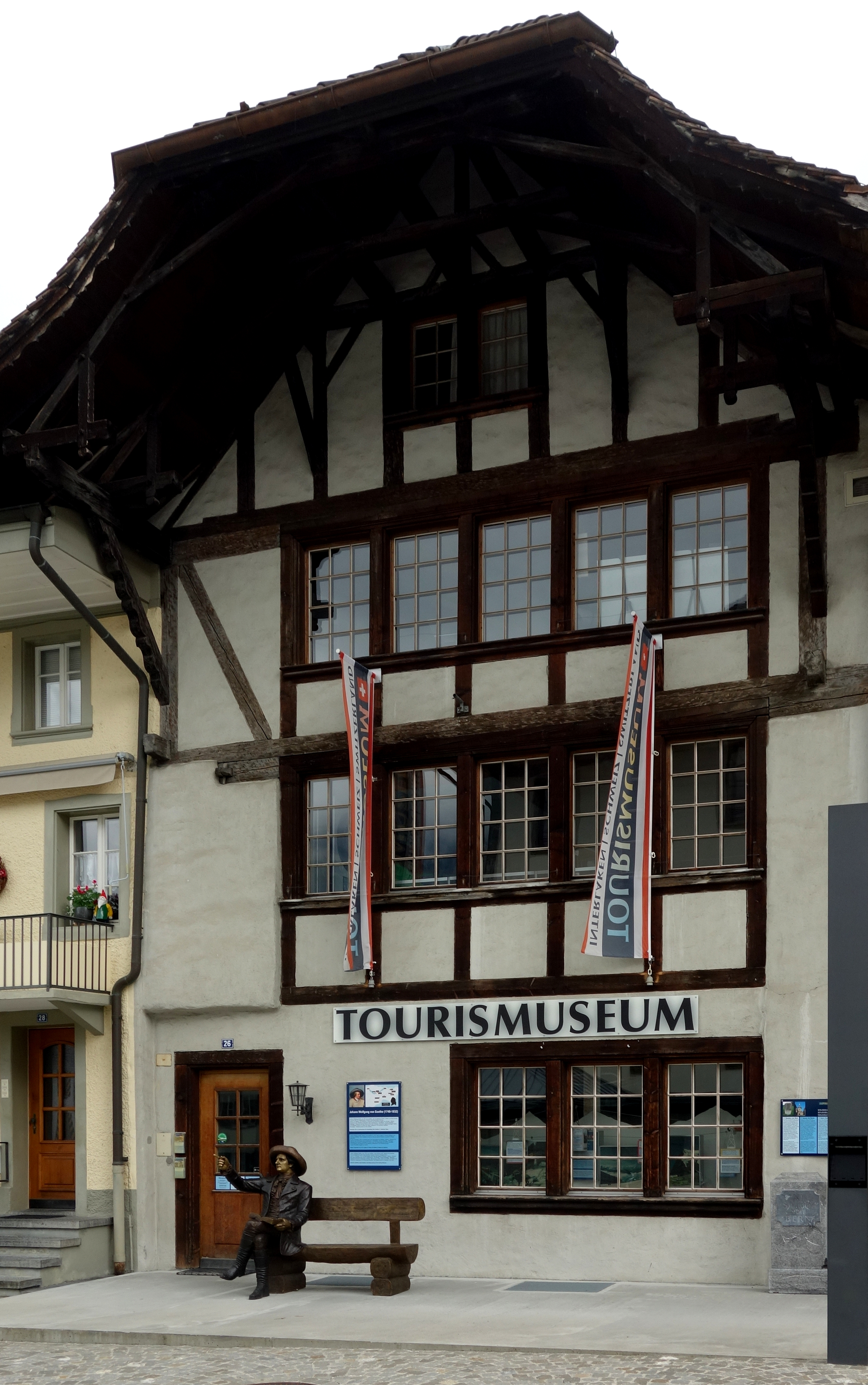
Tourismuseum
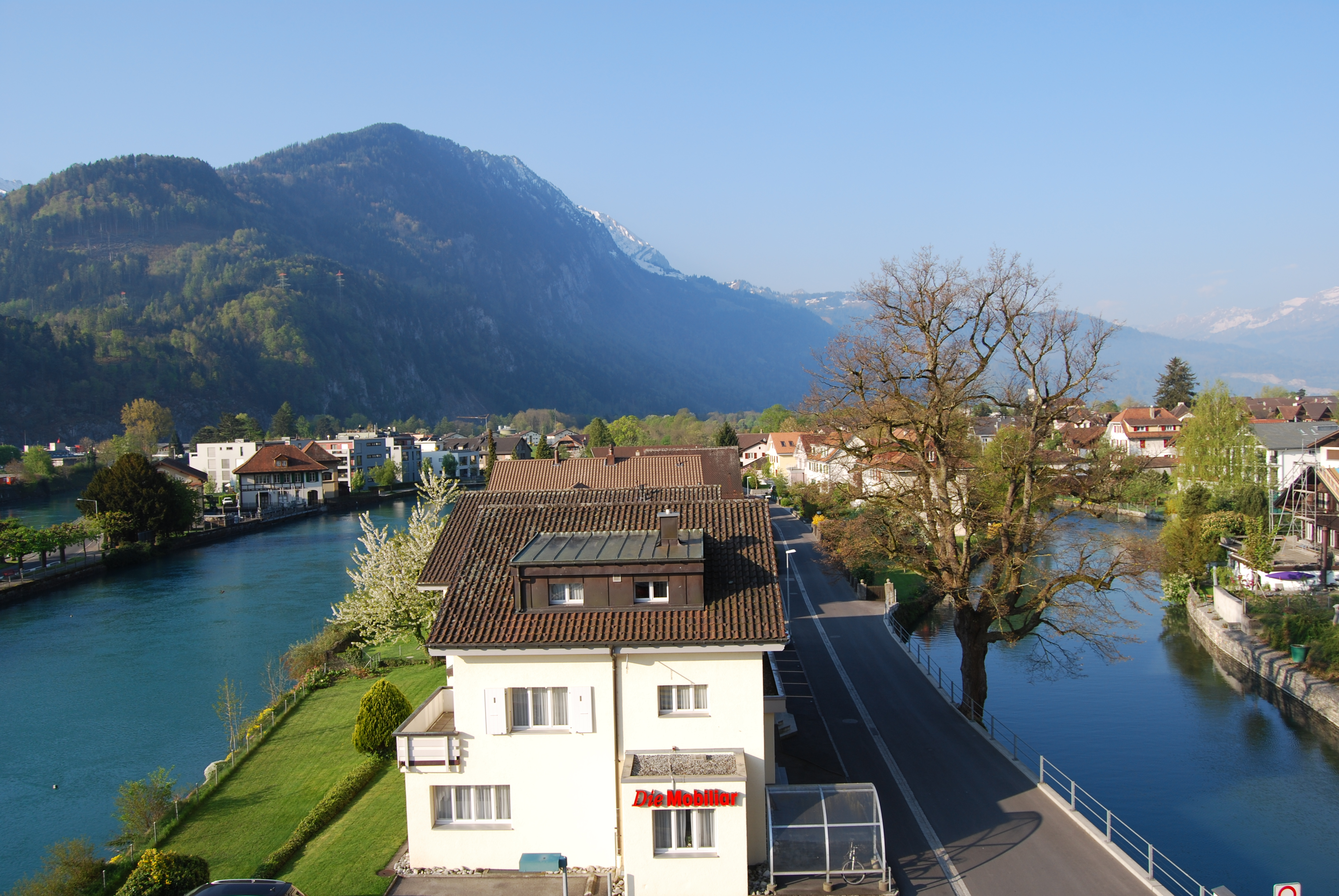
Aareinsel vom «Hotel Central» aus gesehen
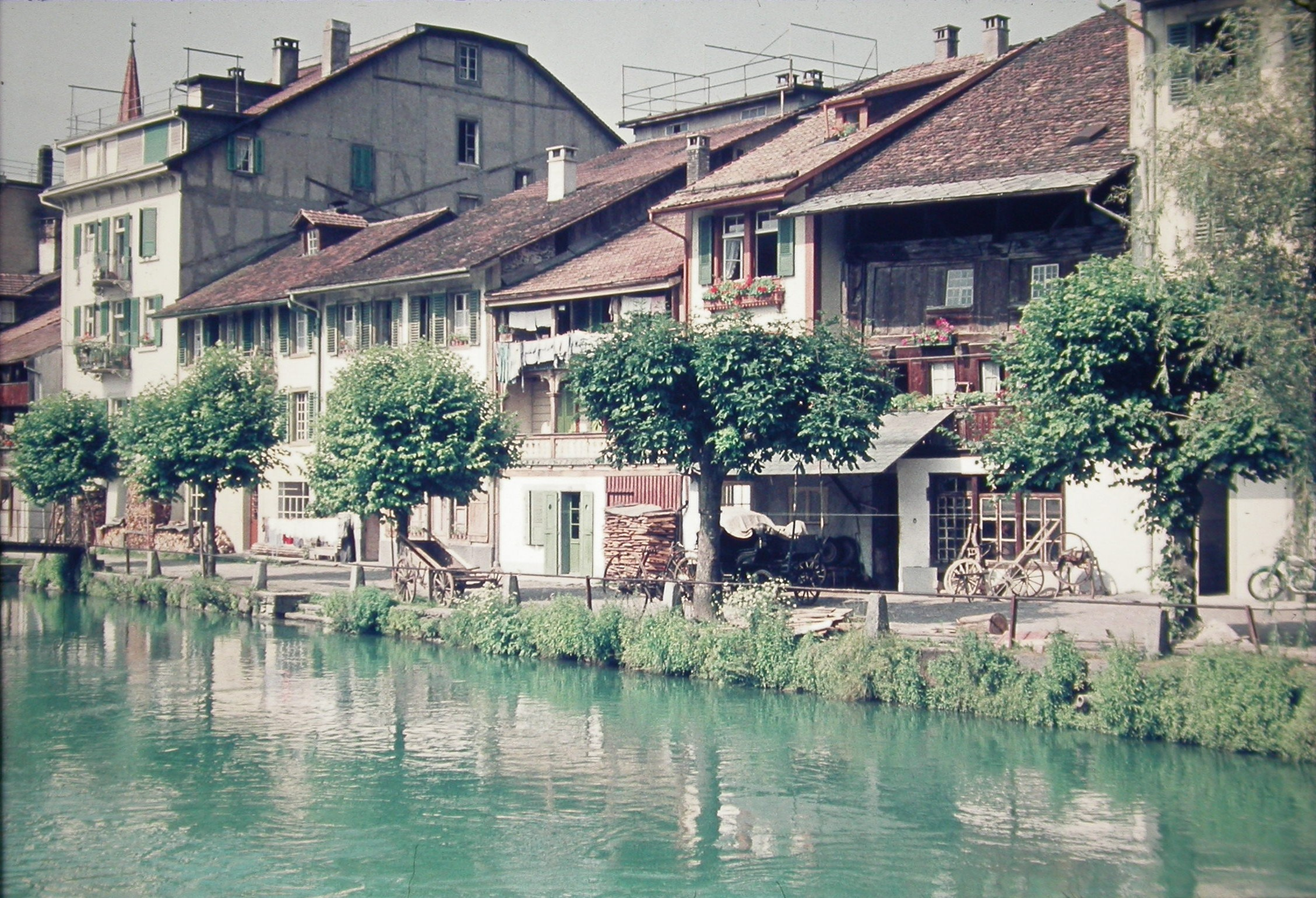
Unterer Graben 1957